# Побег от ужаса: История Терезы Стэмпер
«Побег от ужаса: История Терезы Стэмпер» (англ. Escape from Terror: The Teresa Stamper Story) — американский телефильм. Премьера в США на канале NBC — 23 января 1995 года.

## Сюжет
Молодая симпатичная Тереза устраивается на работу секретаршей к преуспевающему владельцу ремонтной фирмы Полу Стэмперу. Рабочие отношения перерастают в любовь и вскоре они поженились. Медовый месяц продолжался недолго. Муж начинает бить жену. Некоторое время Тереза прощала мужа, но потом, узнав, что Пол наркоман, забирает ребёнка и уходит.
Проблема в том, что Пол Стэмпер не из тех кто готов расстаться не по своей инициативе. Бывший муж начинает преследовать Терезу. Как-то ночью он нападает на бывшую жену и её друга, убивает любовника, а женщину похищает. Эту историю показали по телевидению, в сериале «Нерешённые тайны». Благодаря внимательному зрителю вышеупомянутого шоу, полиция освободила Терезу и арестовала убийцу.

## В ролях
- Адам Сторке — Пол Стэмпер
- Мария Питилло — Тереза Уолден Стэмпер
- Брэд Дуриф — шериф Билл Дуглас
- Тони Бекер — Крис Батлер
- Люк Рэйнс — Стивен Хартли
- Синди Уильямс — Ванда Уолден
- Филлип А. Луна — Мартинес
- Аннетт Марин — агент Хинд
- Ян Ван Сикл — конный полицейский из Канзаса (англ. Kansas Trooper)
- Джон Нэнс — адвокат Терезы Стэмпер
- Стэнли М. Фишер — судья
- Пэт Махони — Люк Бёрхэм
- Кэйтлин Флинн — Дженнифер
- Риан Льюисон — сын Терезы Стэмпер, в титрах не указан

## Съёмочная группа
- Режиссёр — Майкл Скотт
- Продюсеры — Джон Косгров, Джон Перрин Флинн, Терри Данн Мейер, Эрик Стори
- Сценаристы — Камилла Карр и Уолтер Кленхард (телепьеса)
- Оператор — Стивен М. Кац
- Композитор — Филип Гиффин

## Интересные факты
- Фильм основан на реальном случае из документального телесериала «Нерешённые тайны».
- Съёмки проходили в Денвере, штат Колорадо, США.